# Ejercicio plástico
Ejercicio plástico es un mural del artista mexicano David Alfaro Siqueiros, pintado en 1933 y que se exhibe en el Museo Casa Rosada de Buenos Aires, Argentina.

## Historia
Fue pintado en 1933, en el sótano de la quinta Los Granados, en Don Torcuato, propiedad del empresario periodístico Natalio Félix Botana. Se realizó en colaboración con los artistas Lino Enea Spilimbergo, Antonio Berni y Juan Carlos Castagnino, y el escenógrafo uruguayo Enrique Lázaro, grupo que se denominó "Equipo Poligráfico Ejecutor".
En 1990 comenzó el proceso de recuperación, cuando una empresa compró la quinta con la idea de llevar la obra en muestra itinerante por el mundo. Esta empresa realizó la extracción del mural, asesorados por el experto mexicano Manuel Serrano. Durante 16 años permaneció guardado en contenedores, mientras se resolvía una disputa legal entre empresas.
En 2003, el mural fue declarado Bien de Interés Histórico Artístico Nacional, a través del decreto 1045/2003. En el 2008 fue trasladado a un taller de restauración ubicado en Plaza Colón. En el año 2009, el Congreso Nacional declaró el mural "de utilidad pública y sujeto a expropiación".

## Obra
Es considerada una obra cumbre latinoamericana, y es la única obra de Siqueiros que carece de contenido político-social. El artista busca imprimir un carácter transformador a la pintura mural, y es por eso que utilizó nuevas tecnologías (sustitución de bocetos por el uso de la fotografía; la utilización del cinematógrafo, proyectando las imágenes sobre el muro; el empleo de la “brocha de aire” en reemplazo del pincel, y pinturas industriales) para la realización del mural.
El equipo de artistas deseaba con su obra que el espectador se sintiera como dentro de una caja de cristal en el mar, mediante la sensación de movimiento de las figuras representadas. Además, los artistas aclararon que realizaban una "gimnasia plástica", un ejercicio artístico de experimentación.

## En el cine
La historia del mural se refleja:
- en el documental del 2006 Los próximos pasados;[3]

- en El mural, película argentino-mexicana del 2010, dirigida por Héctor Olivera;[4]

- en la serie documental de 8 episodios Ejercicio plástico, dirigida por Lorena Muñoz y narrada por Alberto Giudic;[5]

- en el documental No viajaré escondida, del 2018, de Pablo Hernán Zubizarreta, con Mercedes Morán en el papel de Blanca Luz Brum.[6][7]